# China Telecom
China Telecom (chinois simplifié : 中国电信, pinyin : Zhōngguó diànxìn, littéralement : Télécommunication Chine) est l'opérateur historique de télécommunications en République populaire de Chine. C'est le premier opérateur fixe et le troisième opérateur mobile du pays après le rachat d'une partie des activités de China Unicom. Coté à Hong Kong et à New York, il est encore détenu à 70,89 % par l'État. Ses concurrents principaux sont China Unicom et China Mobile.
Le 16 septembre 2022 à Changsha, dans la province de Hunan, un important incendie a entièrement ravagé un gratte-ciel appartenant au groupe. Aucune victime n'est à déplorer.

## Rachat
En novembre 2008, China Telecom rachète le réseau CDMA de China Unicom.
En août 2021, China Telecom lève 6 milliards d'euros via une introduction partielle en bourse à la Bourse de Shanghai